# Бромбо
Бромбо (фр. Brombos) насеље је и општина у североисточној Француској у региону Пикардија, у департману Оаза која припада префектури Бове.
По подацима из 2011. године у општини је живело 260 становника, а густина насељености је износила 37,68 становника/km². Општина се простире на површини од 6,9 km². Налази се на средњој надморској висини од 195 метара (максималној 207 m, а минималној 175 m).

## Демографија
| 1962. | 1968. | 1975. | 1982. | 1990. | 1999. | 2011. |
| ----- | ----- | ----- | ----- | ----- | ----- | ----- |
| 181   | 194   | 193   | 183   | 188   | 218   | 260   |

График промене броја становника у току последњих година